# Synagoga w Żarach (ul. Zaułek Klasztorny)
Synagoga w Żarach – gminny dom modlitwy znajdujący się Żarach przy ulicy Zaułek Klasztorny 3. Usytuowana jest w pobliżu dawnej synagogi.
Synagoga została założona w latach 70. XX wieku, w prywatnym budynku mieszkalnym. Nabożeństwa szabatowe odbywają się wyłącznie od czasu do czasu, regularnie zaś nabożeństwa świąteczne.